# Émile Claude
Émile Claude est un homme politique français né le 7 juin 1861 à Mostaganem (Algérie)  et mort le 1er avril 1936. 

## Biographie
Ancien professeur agrégé de mathématiques au lycée de Toulon, conseiller municipal socialiste unifié de 1902 à 1905, il est maire de Toulon du 10 décembre 1919 au 19 mai 1929. Pendant son mandat, il crée trois écoles maternelles, l'annexe de Rouvière, les nouvelles Halles ainsi que les HLM de Font Pré.
Conseiller général socialiste SFIO du 3e canton de Toulon (faubourgs de Saint Jean du Var et du Mourillon) de 1913 à 1931. Candidat non élu aux élections sénatoriales du 9 janvier 1927 sur une liste SFIO, cette liste n'obtient qu'un seul élu, le sénateur sortant Gustave Fourment.
Une place de Toulon, au quartier du Mourillon, porte son nom. Emile Claude est inhumé au cimetière de Solliès-Pont.